# Brunnen in Wien

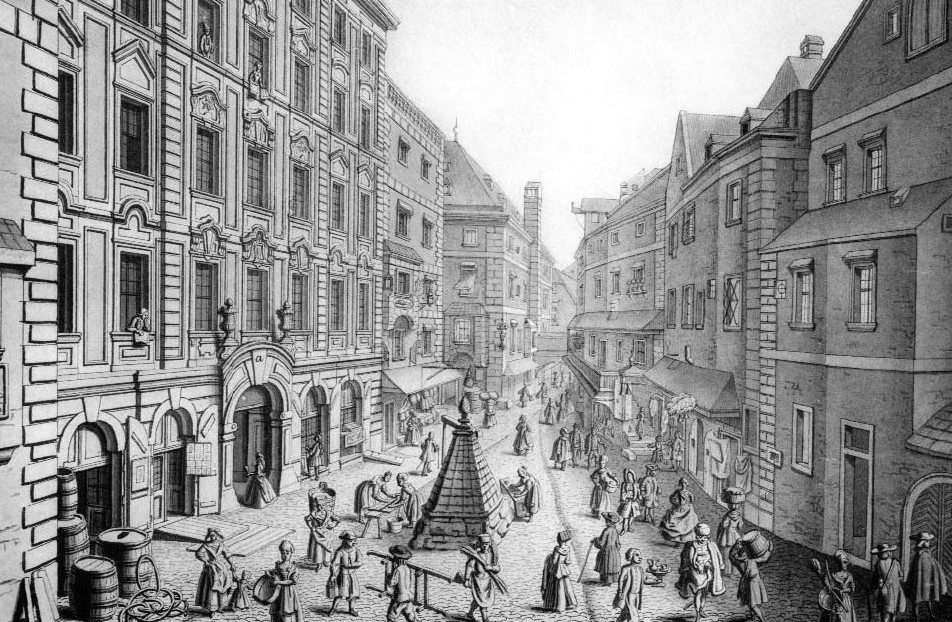
Brunnen am Fischhof in Wien, 1737

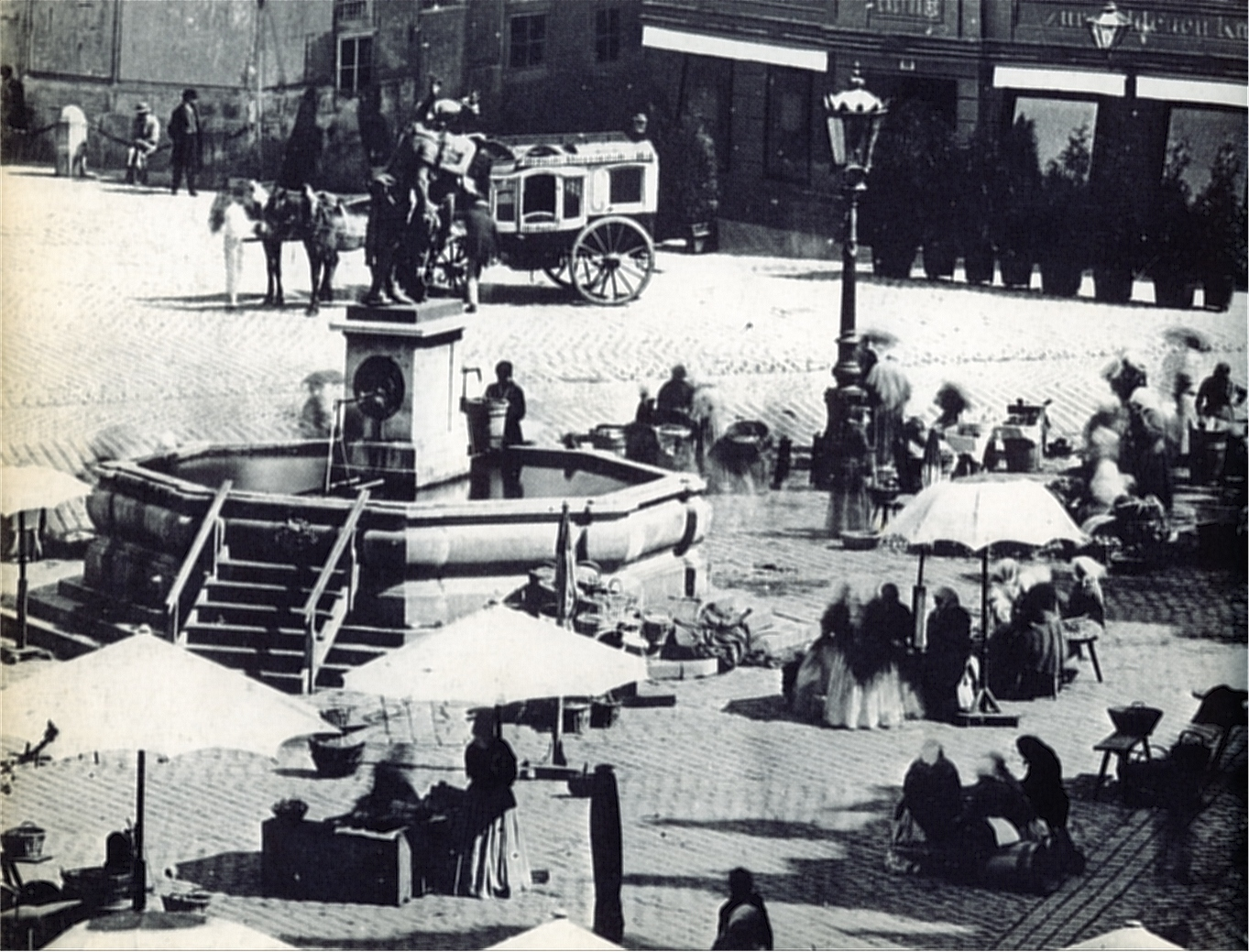
Brunnen am damaligen Markt Am Hof um 1870

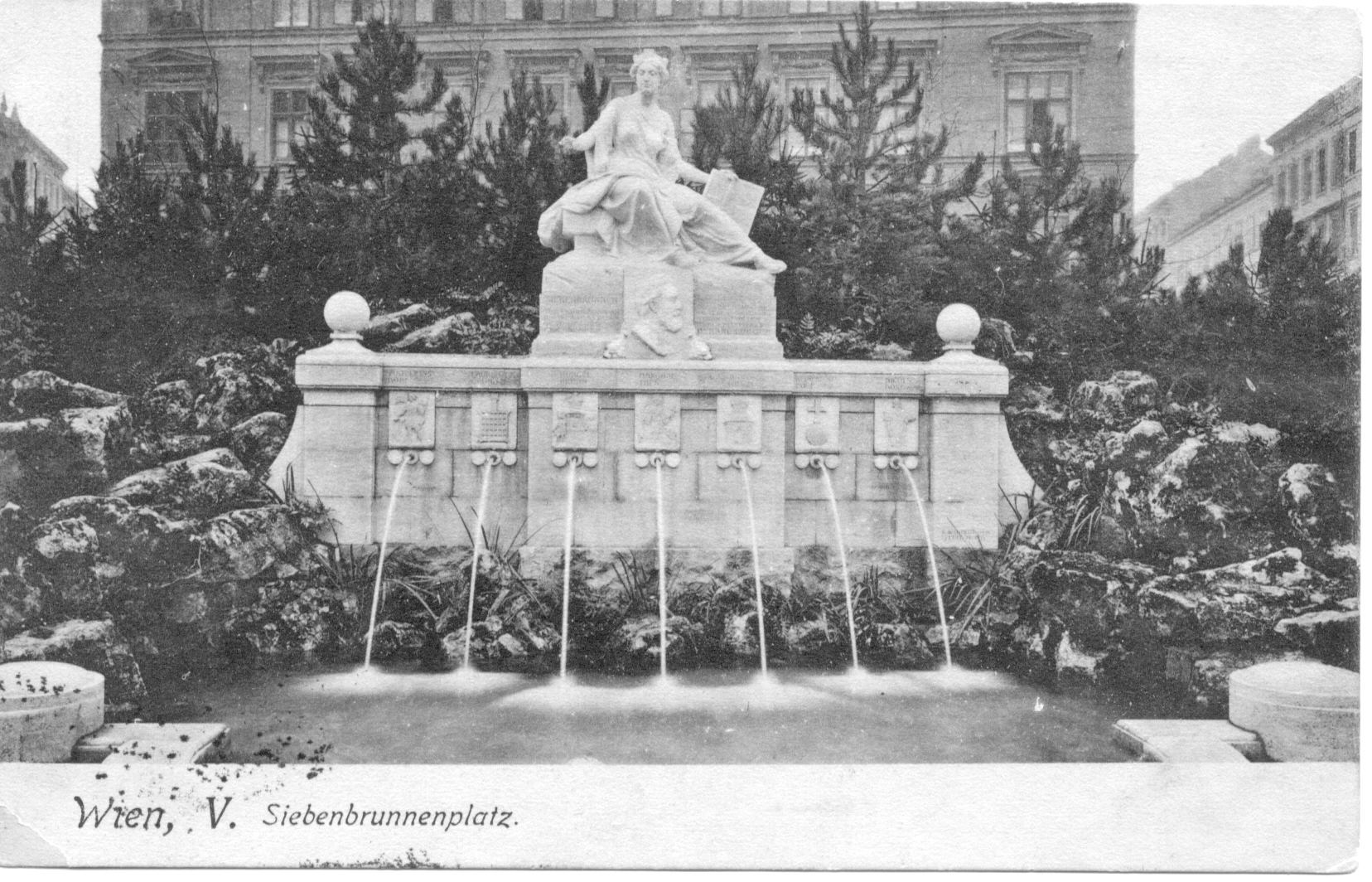
Der Siebenbrunnen in Margareten, Anfang 20. Jahrhundert

Die öffentlichen Brunnen in Wien dienten schon seit der Römerzeit der Wasserversorgung des Gemeinwesens und der Brandbekämpfung in der heutigen österreichischen Bundeshauptstadt Wien. Im Lauf der Zeit erhielten die Brunnen zunehmend eine repräsentative Funktion und wurden entsprechend aufwändig gestaltet.

## Geschichte
Die ersten Brunnen auf öffentlichen Plätzen in Wien entstanden im Spätmittelalter und dienten vor allem dem Marktbetrieb und zur Verbesserung der Brandbekämpfung. 1310 wurde ein derartiger öffentlicher Brunnen sowie eine Wasserleitung unter den Tuchlauben erstmals erwähnt. Ab dem 16. Jahrhundert wurden auch repräsentative, über die reine Funktionalität hinausgehende Brunnen geschaffen. Der älteste, noch heute bestehende Brunnen ist der 1552 im Schweizertrakt der Hofburg errichtete Schweizerhofbrunnen.
Durch den Bau von Wasserleitungen wurde die Wiener Wasserversorgung nach und nach verbessert. Heute erinnert beispielsweise der Siebenbrunnen am Margaretner Siebenbrunnenplatz an die Errichtung der Siebenbrunner Hofwasserleitung im Jahr 1562, der Isisbrunnen an die 1804 gebaute Albertinische Wasserleitung, der Austriabrunnen an die Kaiser-Ferdinands-Wasserleitung sowie der Hochstrahlbrunnen am Schwarzenbergplatz an die 1873 fertiggestellte I. Wiener Hochquellenwasserleitung. Die beiden Springbrunnen im Rathauspark wurden 1910 erstmals mit Quellwasser der II. Wiener Hochquellenwasserleitung gespeist.
Mit der Zeit verloren die öffentlichen Brunnenanlagen ihre ursprüngliche Bedeutung, gleichzeitig verschwanden die Hausbrunnen, von denen es Mitte des 19. Jahrhunderts in Wien noch rund 10.000 gab. Einer der bekanntesten Wiener Hausbrunnen ist jener, der sich einer alten Sage zufolge im Jahre 1212 in der Schönlaterngasse befand und von einem Basilisken bewohnt wurde.
Im Zuge kommunaler Wohnbauoffensiven wurden vor allem in der Zeit des Roten Wien und in den 1950er Jahren neue Gemeindebauten mit so genannter Kunst am Bau verschönert, was unter anderem zur Errichtung etlicher Brunnenanlagen führte. Bei manchen, vor allem an von Touristen frequentierten Plätzen gelegenen Brunnen wurde und wird vereinzelt das Brauchtum, Münzen in das Brunnenbecken zu werfen, gepflegt, was durch den Film Drei Münzen im Brunnen von 1954 und den Trevi-Brunnen in Rom populär gemacht wurde.
Heute (Stand: 2023) verwaltet die Magistratsabteilung 31 (Wiener Wasser) rund 1.500 Trinkbrunnen, hinzu kommen von April bis September 75 mobile Trinkbrunnen mit zusätzlicher Sprühnebel-Funktion („Brunnhilde“ genannt) sowie 100 Sprühnebel-Installationen („Sommerspritzer“) und seit 2022 zehn Vernebelungsanlagen („Coole Schiffe“) die kühlende Wasservorhänge erzeugen und mit ihrem Design an kleine Schiffe erinnern.  Nach dem Wiener Vorbild wurde 2022 auch in Stuttgart ein „Brunnhilde“-Trinkbrunnen installiert.
Vor allem im innerstädtischen Bereich von Wien findet man zahlreiche historische, größtenteils denkmalgeschützte Kunst- und Zierbrunnen, die zum Teil ebenfalls von der MA 31 betreut werden.
Auch außerhalb des Stadtgebietes von Wien finden sich vor allem im Einzugsgebiet der beiden Hochquellenwasserleitungen Brunnen, die entweder im Eigentum der Stadt stehen oder von ihr gewidmet beziehungsweise gefördert wurden. Entlang der I. Wiener Hochquellenwasserleitung finden sich beispielsweise drei Brunnen auf dem Gelände des Wasserbehälters Neusiedl, von denen einer frei zugänglich ist, zwei weitere Brunnen in Kaiserbrunn sowie einer auf dem Hauptplatz von Neunkirchen. In Wildalpen an der II. Wiener Hochquellenwasserleitung finden sich sechs solcher Brunnen.

## Brunnen im öffentlichen Raum
| Name1)                                                       | Bild | Bezirk und Standort                                         | Art | Künstler                                                                                              | Errichtung2)       | Weitere Informationen |
| ------------------------------------------------------------ | ---- | ----------------------------------------------------------- | --- | --- | ------------------ | --- |
| Albrechtsbrunnen                                             |      | 1., Albertina Standort                                      | Wandbrunnen mit Marmorfiguren und Becken aus Mauthausener Granit                                                          | Moritz von Loehr, Johann Meixner                                                                      | 1869               | Hauptfigurengruppe im Brunnenbecken, weitere acht Marmorfiguren in seitlichen Mauernischen. |
| Andromedabrunnen                                             |      | 1., Altes Rathaus Standort                                  | Wandbrunnen mit Relief und Becken aus Wöllersdorfer Stein                                                                 | Georg Raphael Donner                                                                                  | 1741               | Perseus und Andromeda darstellendes Relief; die seitlichen Atlanten-Pfeiler tragen den darüber liegenden Balkon. |
| Austriabrunnen                                               |      | 1., Freyung Standort                                        | Brunnen mit Bronzestatuen, inmitten eine Säule aus Kaiserstein                                                            | Ludwig Schwanthaler, Ferdinand von Miller                                                             | 1846               | Errichtet anlässlich des Baus der Kaiser-Ferdinands-Wasserleitung. |
| Basiliskenbrunnen                                            |      | 1., Stadtpark Standort                                      | Brunnen aus Gusseisen mit Wappen aus Bronze                                                                               | Entwurf: Wilhelm Bubeck                                                                               | 2008               | Am Rand des Brunnenbeckens befindet sich eine wasserspeiende Figur in Form eines Basilisken. Der Brunnen ist eine Nachbildung des 1884 von Wilhelm Bubeck entworfenen und in Basel mehrfach aufgestellten Basilisken-Brunnen und wurde 2008 als Geschenk der Stadt Basel an Wien im Stadtpark enthüllt. |
| Befreiung-der-Quelle-Brunnen                                 |      | 1., Stadtpark Standort                                      | Brunnen mit Figurengruppe aus Leithakalk                                                                                  | Bildhauer: Josef Heu. Architekt: Joseph Urban                                                         | 1903               | Teil einer Stiegenanlage vom Stadtpark zur Wienflusspromenade. Dargestellt sind zwei männliche Figuren, die einen Felsbrocken anzuheben versuchen, um die „Quelle zu befreien“. |
| Bellonabrunnen                                               |      | 1., Am Hof Standort                                         | Nischenbrunnen mit Steinfigur                                                                                             | Lorenzo Mattielli                                                                                     | 1730               | Im Hof des ehemaligen Bürgerlichen Zeughauses (heute: Wiener Feuerwehrzentrale). Das Original von 1730 wurde 1945 zerstört und 1950 durch eine Kopie von Andre Roder ersetzt. |
| Brunnen im Rathauspark                                       |      | 1., Rathauspark Standort                                    | Springbrunnen mit Felseninseln                                                                                            | | 1873               | Zwei identische Brunnen in der nördlichen und südlichen Hälfte des Rathausparks. 1910 wurden die Brunnen an die II. Wiener Hochquellenwasserleitung angeschlossen. |
| Delphinbrunnen                                               |      | 1., Schottenstift Standort                                  | Brunnen mit steinernem Mittelsteher                                                                                       | | 1874               | Im zweiten Hof des Schottenstifts. |
| Die Macht zu Lande                                           |      | 1., Hofburg Standort                                        | Brunnen mit Figuren aus Laaser Marmor und Schale aus rotem Granit                                                         | Edmund Hellmer                                                                                        | 1897               | Am Michaelerplatz an der Außenseite des Michaelertraktes der Hofburg. Figurengruppe mit Giganten, einem Adler und einer Schlange, darüber eine männliche Figur mit Schwert. |
| Die Macht zur See                                            |      | 1., Hofburg Standort                                        | Brunnen mit Figuren aus Laaser Marmor und Schale aus rotem Granit                                                         | Rudolf Weyr                                                                                           | 1895               | Am Michaelerplatz an der Außenseite des Michaelertraktes der Hofburg. Figurengruppe mit Giganten und einem Seeungeheuer, darüber die Figur der Austria auf einem Schiffsbug. |
| Donaunixenbrunnen                                            |      | 1., Palais Ferstel Standort                                 | Brunnen mit Marmorbecken und Bronzeplastiken                                                                              | Heinrich von Ferstel, Anton Dominik Ritter von Fernkorn, Anton Wasserburger                           | 1861               | Im so genannten Basarhof des Palais Ferstel. |
| Donauweibchenbrunnen                                         |      | 1., Stadtpark Standort                                      | Brunnen mit Steinskulptur                                                                                                 | Hanns Gasser                                                                                          | 1865               | Der Brunnen mit der Donauweibchen-Figur sollte ursprünglich am Fischhof aufgestellt werden. Nach Beschädigungen im Zweiten Weltkrieg schuf der Bildhauer Fellinger 1948 eine Kopie des Donauweibchens.                                                                                                  |
| Donnerbrunnen                                                |      | 1., Neuer Markt Standort                                    | Brunnen mit Bronzeplastiken und Becken aus Mauthausener Granit                                                            | Georg Raphael Donner                                                                                  | 1739               | Eigentlicher Name: Providentiabrunnen, historisch auch: Mehlmarktbrunnen. Die Bronzeplastiken sind Kopien, die Originale befinden sich in der Österreichischen Galerie Belvedere. |
| Hannakenbrunnen                                              |      | 1., Am Gestade Standort                                     | Brunnen mit Steinskulptur                                                                                                 | Rudolf Schmidt                                                                                        | 1937               | Die Skulptur stellt zwei Männer dar, die eine dritte – offenbar verletzte – Person tragen. Diese Darstellung und der Name des Brunnens bezieht sich auf die Sage über den sogenannten Hannakenkönig. |
| Heinrich-Jasomirgott-Brunnen                                 |      | 1., Schottenstift Standort                                  | Brunnen mit Steinfigur | Sebastian Wagner                                                                                      | 1652               | Im ersten Hof des Schottenstifts. Die Herzog Heinrich II. Jasomirgott darstellende Steinfigur war ursprünglich vergoldet. |
| Herkulesbrunnen                                              |      | 1., Burggarten Standort                                     | Brunnen mit Bleiskulptur                                                                                                  | | 1770               | Auf einem Felssockel steht die Figur des mit dem Nemëischen Löwen kämpfenden Herkules. Die etwa um 1770 geschaffene Skulptur befand sich ursprünglich im Esterházypark in Mariahilf und wurde 1948 am heutigen Standort im Teich des Burggartens aufgestellt.                                           |
| Isterbrunnen                                                 |      | 1., Herrengasse 13 Standort                                 | Brunnen mit Steinfigur | Josef Klieber                                                                                         | vor 1844           | Im Hof des Palais Niederösterreich (Altes Landhaus). Aufgestellt wurde der Brunnen 1846 anstelle eines älteren Gitterbrunnens, der nunmehr im Schloss Grafenegg steht. |
| Josefsbrunnen auch: Grabenbrunnen                            |      | 1., Graben Standort                                         | Brunnen mit Bleifiguren und Becken aus Wöllersdorfer Stein.                                                               | Johann Martin Fischer                                                                                 | 1804               | Mitte des 16. Jahrhunderts soll es bereits einen Brunnen an dieser Stelle gegeben haben. |
| Springbrunnen beim Kaiserin-Elisabeth-Denkmal                |      | 1., Volksgarten Standort                                    | Brunnenbecken mit zwei Schalen                                                                                            | Friedrich Ohmann                                                                                      | 1907               | Teil des Kaiserin-Elisabeth-Denkmals |
| Kastalia-Brunnen                                             |      | 1., Universität Standort                                    | Brunnen mit Steinfigur und eiserner Schlangenskulptur                                                                     | Edmund Hellmer                                                                                        | 1910               | Im Innenhof der Universität. Die Figur der Nymphe Kastalia sitzt auf einem Thron, um den sich ihr Vater Acheloos in Gestalt einer Schlange windet. Auf der Rückseite des Sitzes befindet sich das Relief eines eine Schlange bezwingenden Mannes.                                                       |
| Knabe mit Delfin                                             |      | 1., Dr.-Ignaz-Seipel-Platz Standort                         | Zwei Wandnischenbrunnen mit Steinfiguren und Becken aus Wöllersdorfer Stein.                                              | Franz Joseph Lenzbauer (zugeschrieben)                                                                | 1755               | An der Fassade der Neuen Aula (jetziger Hauptsitz der Akademie der Wissenschaften). Die Skulpturen der beiden Brunnen stellen je einen auf einem Delfin reitenden Knaben dar, der Delfin dient dabei als Wasserspeier.                                                                                  |
| Leopoldsbrunnen auch: Grabenbrunnen                          |      | 1., Graben Standort                                         | Brunnen mit Bleifiguren und Becken aus Wöllersdorfer Stein.                                                               | Johann Martin Fischer                                                                                 | 1804               | Mitte des 16. Jahrhunderts soll es bereits einen Brunnen an dieser Stelle gegeben haben. |
| Minervabrunnen                                               |      | 1., Stubenring 3 Standort                                   | Wandbrunnen aus Stein mit Glasmosaikbild und Becken aus Wöllersdorfer Stein.                                              | Brunnen: Josef Pokorny. Mosaik: Antonio Salviati. Entwurf: Ferdinand Laufberger, Heinrich von Ferstel | 1873               | An der Verbindungsmauer zwischen der Universität für angewandte Kunst und dem Museum für angewandte Kunst. Das Mosaikbild stellt die Göttin Minerva dar. |
| Ministerienbrunnen                                           |      | 1., Stubenring 1 Standort                                   | Steinbrunnen mit Bronzeplastiken und Becken aus Kaiserstein.                                                              | Ludwig Baumann                                                                                        | 1912               | Zwei gleich gestaltete, das Radetzkydenkmal flankierende Brunnen vor dem ehemaligen Kriegsministerium. An jedem Brunnen vier Wasser speiende Löwenköpfe und auf der Säule ein Doppeladler mit ausgebreiteten Schwingen.                                                                                 |
| Mosesbrunnen                                                 |      | 1., Franziskanerplatz Standort                              | Brunnen mit Sockelrelief, Bronzestatue und Becken aus Wöllersdorfer Stein.                                                | Johann Martin Fischer                                                                                 | 1798               | Die Brunnenschale stammt von Anfang des 17. Jahrhunderts und stand ursprünglich im Haus Franziskanerplatz 6. |
| Opernbrunnen                                                 |      | 1., Staatsoper Standort                                     | Springbrunnen aus Wöllersdorfer Stein mit Marmorfiguren und Wasserspeiern aus Metall                                      | Entwurf: August Sicard von Sicardsburg, Eduard van der Nüll. Bildhauer: Hanns Gasser                  | 1868               | Zwei Springbrunnen gleichen Aufbaus mit je vier weiblichen Figuren flankieren den Haupteingang des Opernhauses. Die Figuren am Brunnen an der Kärntner Straße stellen die Loreley, Liebe, Trauer und Rache dar, jene am Brunnen an der Operngasse symbolisieren Tonkunst, Leichtsinn, Freude und Ernst. |
| Pallas-Athene-Brunnen                                        |      | 1., Parlamentsgebäude Standort                              | Brunnen mit Figuren aus Laaser Marmor                                                                                     | Entwurf: Theophil von Hansen. Bildhauer: Carl Kundmann, Josef Tautenhayn, Hugo Haerdtl                | 1902               | Figurengruppe bestehend aus vier Flussallegorien, zwei die gesetzgebende und vollziehende Gewalt darstellende Frauenfiguren und auf einer Säule Pallas Athene. Der Brunnen wurde 2005 generalsaniert.                                                                                                   |
| Palmenhausbrunnen                                            |      | 1., Burggarten Standort                                     | Wandbrunnen mit Steinschale und Maske als Schlussstein                                                                    | Architektur: Friedrich Ohmann                                                                         | 1906               | An der Terrasse, die das Palmenhaus vom Burggarten abhebt |
| Renaissancebrunnen im Amalientrakt                           |      | 1., Hofburg Standort                                        | Steinbrunnen mit Becken aus Kaiserstein und schmiedeeiserner Vorrichtung zum Wasserschöpfen                               | Bildhauer: Pietro Maino Maderno                                                                       | 1612               | In der Ecke zur Wäscherstiege im Hof des Amalientraktes. |
| Schweizerhofbrunnen                                          |      | 1., Hofburg Standort                                        | Nischenbrunnen mit Becken aus Kaiserstein und Schmiedeeisengitter                                                         | Bildhauer: Pietro Solari                                                                              | 1552               | Der älteste, noch bestehende Brunnen Wiens. Am Brunnenbecken ein Relief des kaiserlichen Doppeladlers von Karl V. Wasserauslass in Form eines Drachenkopfes. |
| Triton- und Nymphenbrunnen                                   |      | 1., Volksgarten Standort                                    | Steinbrunnen mit Bronzeplastik                                                                                            | Viktor Tilgner                                                                                        | 1880               | Auf einem mit Buschwerk zugewachsenen Steinsockel steht die Wasser speiende Figur des griechischen Meeresgottes Triton, der eine Nymphe trägt. Dahinter eine Putte mit einem Fisch als weiterem Wasserauslass.                                                                                          |
| Tritonen- und Najadenbrunnen                                 |      | 1., Maria-Theresien-Platz Standort                          | Vier Steinbrunnen mit Figurengruppen aus Carrara-Marmor und Becken aus Wöllersdorfer Stein und Kaiserstein                | Anton Schmidgruber, Hugo Haerdtl und Edmund Paul Andreas Hofmann von Aspernburg                       | 1890               | Auf dem Maria-Theresien-Platz zwischen dem Naturhistorischen und dem Kunsthistorischen Museum. Jeder der vier Brunnen besteht aus einem runden Becken, in dessen Mitte sich eine Figurengruppe auf einer stilisierten Felsformation befindet.                                                           |
| Tuchmacherbrunnen                                            |      | 1., Tuchlauben 8 Standort                                   | Brunnen mit Bronzefigur                                                                                                   | Oskar Thiede                                                                                          | 1928               | Von 1436 bis 1753 befand sich hier der so genannte „Schöne Brunnen“. |
| Vermählungsbrunnen                                           |      | 1., Hoher Markt Standort                                    | Brunnen aus Salzburger Marmor und Kaiserstein mit Skulpturen aus Carraramarmor und Bronzebaldachin                        | Johann Bernhard Fischer von Erlach, Bildhauer: Antonio Corradini, Elias Hügel                         | 1732               | Ein 1706 an dieser Stelle errichtetes Holzmonument wurde 1732 durch den Brunnen ersetzt. |
| Vogeltränkebrunnen                                           |      | 1., Stadtpark Standort                                      | Brunnen mit Bronzefiguren                                                                                                 | Mario Petrucci                                                                                        | 1953               | Brunnen, dessen Becken sich auf Bodenniveau befindet, mit vier Bronzepinguinen, von denen zwei als Wasserspeier fungieren. |
| Volksgartenbrunnen                                           |      | 1., Volksgarten Standort                                    | Steinbrunnen mit Bronzeelementen                                                                                          | Anton Dominik Fernkorn                                                                                | 1866               | Der Springbrunnen verfügt über zwei Brunnenschalen unterschiedlicher Größe, Löwenköpfe und Fische dienen als weitere Wasserauslässe. |
| Wasserwellen-Lebens-Brunnen                                  |      | 1., Bruno-Kreisky-Gasse 1 Standort                          | Brunnen mit Skulptur aus Lapislazuli                                                                                      | Hans Muhr                                                                                             | 2000               | Neben dem Bundeskanzleramt und in unmittelbarer Nähe zum Ballhausplatz gelegen. Der Brunnen wurde aus dem größten bekannten jemals gefundenen Lapislazuli-Monolithen gefertigt. |
| Witwe-von-Sarepta-Brunnen                                    |      | 1., Johannesgasse 15–17 Standort                            | Nischenbrunnen mit Bronzefigur                                                                                            | Franz Xaver Messerschmidt, Johann Martin Fischer                                                      | 1770               | Im Hof des ehemaligen Savoyenschen Damenstifts. Das Original der Figur der Witwe Sarepta befindet sich im Stadtpalais Liechtenstein. |
| Zierbrunnen in der Weiskirchnerstraße                        |      | 1., Weiskirchnerstraße 1 Standort                           | Zierbrunnen aus Schmiedeeisen                                                                                             | | 19. Jh.(?)         | In einem Hof des MAK zur Weiskirchnerstraße hin. Das Schmiedeeisengitter hat als Abschluss eine Figur des Hl. Georg. |
| „Brunnen mit Wasserspiel“                                    |      | 2., Mexikoplatz 1 Standort                                  | Brunnenbecken mit Bronzeskulptur                                                                                          | Margarete Bistron-Lausch                                                                              | 1963               | In einem Hof des Gemeindebaus |
| „Wurstelbrunnen“                                             |      | 2., Wurstelprater Standort                                  | Brunnen mit Bronzeskulptur                                                                                                | Sammy Konkolits                                                                                       | 2006               | Die beiden wasserspeienden Bronzefiguren stellen Kasperl und Wurstel dar. |
| Brunnen vor dem Oberen Belvedere                             |      | 3., Schloss Belvedere Standort                              | Großes lang gestrecktes, mit profiliertem Beckenrand gefasstes Teichbecken.                                               | | 1. Viertel 18. Jh. | Im Teichhof |
| „Kaskadenbrunnen“                                            |      | 3., Schloss Belvedere Standort                              | Große Kaskade zwischen oberem und mittlerem Parterre.                                                                     | | 1. Viertel 18. Jh. | Das oberes, dreipassförmiges Becken hat drei Najadenfiguren und Putten. An der Kante zur fünfstufigen Kaskade befinden sich zwei sich gegenüberstehende männliche Figuren, Seedrachen (Wasserspeier) bändigend. Am Unteren, gegliedertes Becken, am Fuß der Kaskade stehen zwei Reiter auf Drachen.     |
| „Muschelbrunnen“                                             |      | 3., Schloss Belvedere Standort                              | Kleine Kaskade zwischen mittlerem und unterem Parterre.                                                                   | | 1. Viertel 18. Jh. | In der Mitte befindet sich eine Tritonengruppe ein Muschelbecken haltend, darüber wasserspeiende Masken. An der oberen Kante und der Rampe sind Ziervasen und Puttengruppen. |
| Kleinere Brunnen im Belvederegarten                          |      | 3., Schloss Belvedere Standort                              | Acht Brunnen mit Putti, Najaden und sonstigen mythologischen Figuren                                                      | | 1. Viertel 18. Jh. | Jeweils zwei runde Brunnen im oberen Parterre und Kammergarten und zwei gegliederte Brunnen im mittleren und unteren Belvedere. |
| Wandbrunnen an der Orangerie                                 |      | 3., Schloss Belvedere Standort                              | Wandbrunnen mit ovalem Becken                                                                                             | | 1. Viertel 18. Jh. | Über dem Becken zwei Schalen, dekoriert mit figuralem und floralem Dekor, in einer mit dem Wappen von Savoyen bekrönten Nische |
| „Haustiergruppe“                                             |      | 3., Kleingasse 6–18 Standort                                | Brunnen mit Skulptur | Gertrude Conrad                                                                                       | 1952               | Im Außenhof der Wohnhausanlage. |
| Hochstrahlbrunnen                                            |      | 3., Schwarzenbergplatz Standort                             | Brunnen mit Fontänen und kleinen Springbrunnen                                                                            | Anton Gabrielli                                                                                       | 1873               | Errichtet anlässlich des Baus der I. Hochquellenwasserleitung. 1906 zu einem Leuchtbrunnen umgestaltet. |
| „Huckepack“                                                  |      | 3., Hainburger Straße 57–63 Standort                        | Wandbrunnen mit Skulptur                                                                                                  | Hans Knesl                                                                                            | 1951               | Im Innenhof der Wohnhausanlage. |
| Brunnen vor dem Hundertwasserhaus                            |      | 3., Kegelgasse Standort                                     | Fünfteiliger Brunnen mit mosaiziertem Betonbecken, einer Marmorschale, zwei Keramikschalen und einem Marmorengel          | Friedensreich Hundertwasser                                                                           | 1985               | Gemeinsam mit dem Hundertwasserhaus entstanden. |
| Karl-Borromäus-Brunnen                                       |      | 3., Karl-Borromäus-Platz Standort                           | Brunnen mit Bronzeplastiken und Obelisk                                                                                   | Josef Engelhart, Jože Plečnik                                                                         | 1909               | Im Zweiten Weltkrieg beschädigt, 1949 wiederhergestellt. |
| Zwei Wandbrunnen im Palais Bourgoing-Rothschild              |      | 3., Palais Bourgoing-Rothschild, Metternichgasse 8 Standort | Wandbrunnen mit barockisierenden Nymphen- und Puttenfiguren                                                               | | 1891               | Beidseitig der Hauptfront |
| Labetrunk-Brunnen                                            |      | 3., Stadtpark Standort                                      | Steinbrunnen mit Figuren                                                                                                  | Florian Josephu-Drouot                                                                                | 1909               | Eine Frauenfigur gibt einer Kinderfigur aus einem Krug zu trinken. Im Zweiten Weltkrieg beschädigt, 1950 wiederhergestellt. |
| Marokkanerbrunnen                                            |      | 3., Marokkanergasse / Zaunergasse Standort                  | Brunnen mit Mosaik-Verzierungen                                                                                           | | 1998               | |
| Sebastian-Kneipp-Brunnen                                     |      | 3., Stadtpark Standort                                      | Steinbrunnen mit Bronzeplastik                                                                                            | Carl Wollek                                                                                           | 1909               | Eine Steinbrunnen mit einer monumentalen Büste von Sebastian Kneipp, im Becken eine bronzene Kinderfigur, über die das Wasser fließt. Im Zweiten Weltkrieg beschädigt, 1951 wiederhergestellt. |
| „Badende“                                                    |      | 4., Kolschitzkygasse 14–18 Standort                         | Brunnen mit Steinskulpturen                                                                                               | Franz Barwig der Jüngere                                                                              |                    | Im Straßenhof der in den 1950er Jahren errichteten Wohnhausanlage |
| Brunnen vor der Karlskirche                                  |      | 4., Karlsplatz Standort                                     | Brunnen mit Skulptur | | 1971               | In diesem Brunnen befindet sich die 1973 aufgestellte Skulptur Hill Arches von Henry Moore |
| Engelbrunnen                                                 |      | 4., Wiedner Hauptstraße 55 Standort                         | Brunnen mit Bronzeplastiken                                                                                               | Anton Paul Wagner                                                                                     | 1893               | |
| Mozartbrunnen                                                |      | 4., Mozartplatz Standort                                    | Brunnen mit Bronzeplastiken                                                                                               | Otto Schönthal, Carl Wollek                                                                           | 1905               | Auch bekannt als Zauberflötenbrunnen. |
| Säulenbrunnen                                                |      | 4., Wiedner Hauptstraße 52 Standort                         | Steinbrunnen mit Säule | |                    | In der Mitte befindet sich eine kugelbkrönte toskanische Säule. |
| Schutzengelbrunnen                                           |      | 4., Rilkeplatz 4–6 Standort                                 | Brunnen mit Pfeiler und Engelfigur                                                                                        | Unter anderem: August Sicard von Sicardsburg, Eduard van der Nüll                                     | 1846               | Ursprünglich vor der Paulanerkirche, seit 1963 am heutigen Standort. |
| „Spielende Bären“                                            |      | 4., Kolschitzkygasse 9-13 Standort                          | Natursteinplastik mit einer Skulptur Spielender Bären, auch der Wasserauslauf ist als Bärenkopf gestaltet                 | Franz Barwig der Jüngere                                                                              | 1952               | Im Dr.-Karl-Landsteiner-Park (Zwischenraum der Wohnhausanlagen Kolschitzkygasse 9-13 und Schelleingasse 28-30) |
| Tilgner-Brunnen                                              |      | 4., Resselpark am Karlsplatz Standort                       | Brunnen mit Granitschale und Bronzeplastiken                                                                              | Viktor Tilgner                                                                                        | 1902               | Nach einem Originalmodell aus dem Nachlass Viktor Tilgners errichtet. |
| Wasserskulptur                                               |      | 4., Cissy-Kraner-Platz Standort                             | Steinskulptur mit Wasserspiel                                                                                             | Heidi Tschank                                                                                         |                    | Stein aus Untersberger Marmor in der Mitte |
| „Bärenbrunnen“                                               |      | 5., Herweghhof Standort                                     | Brunnen mit Steinskulptur                                                                                                 | Hanna Gaertner                                                                                        | 1928               | Zwischen den Gemeindebauten Herweghhof und Julius-Popp-Hof. Skulptur einer Bärin mit ihrem Jungen, die Außenseite des zwölfeckigen Brunnenbeckens ist mit Reliefs der Tierkreiszeichen verziert. |
| Margaretenbrunnen                                            |      | 5., Margaretenplatz Standort                                | Brunnen mit Bleistatue | Johann Nepomuk Schaller                                                                               | 1836               | 1886 innerhalb des Margaretenplatzes versetzt und restauriert. |
| Brunnenbecken im Reumannhof                                  |      | 5., Reumannhof Standort                                     | Brunnenbecken mit zwei Fontänen                                                                                           | | 1926               | Im Ehrenhof des Reumannhofes, hinter dem Reumann-Denkmal |
| Siebenbrunnen                                                |      | 5., Siebenbrunnenplatz Standort                             | Brunnen mit Steinfigur | Richard Kauffungen                                                                                    | 1904               | Zur Erinnerung an die Siebenbrunner Hofwasserleitung. Allegorische Figur der Vindobona, Relief von Karl Lueger, Wappen der sieben Margaretner Vorstädte. |
| „Was dem Tropfen allein nicht möglich, das vermag die Welle“ |      | 5., Wiedner Hauptstraße 94 Standort                         | Steinernes Brunnenbecken mit Metallaufsatz                                                                                | Hubert J. Flörl                                                                                       |                    | Gewidmet von der Raiffeisen-Bausparkasse |
| Gänsemädchenbrunnen                                          |      | 6., Rahlstiege Standort                                     | Brunnen mit Marmorbecken und Bronzestatue                                                                                 | Anton Paul Wagner                                                                                     | 1866               | Ursprünglich am Geflügelmarkt auf der Brandstätte, danach vor der Mariahilfer Kirche, seit 1886 am heutigen Standort. |
| Tiertränkebrunnen                                            |      | 6., Theobaldgasse 1 Standort                                | Brunnen mit Relief auf Metallplakette                                                                                     | Adolf Stöckl, Josef Thorak                                                                            | 1916               | Ursprünglich bei der Secession, seit 1968 am heutigen Standort. |
| Augustinbrunnen                                              |      | 7., Augustinplatz Standort                                  | Brunnen mit Sandsteinfigur                                                                                                | Josef Humplik, Hans Scherpe                                                                           | 1908               | Die Originalstatue aus Bronze wurde im Zweiten Weltkrieg eingeschmolzen und 1952 durch die aktuelle Figur aus Sandstein ersetzt, die sich allerdings vom Original unterscheidet. |
| „Zierbrunnen“                                                |      | 7., St.-Ulrichs-Platz Standort                              | Brunnen aus Gusseisen | Anton Dominik Fernkorn                                                                                |                    | Säulenartiger Brunnen mit zwei halbrunden Becken und maskenförmigen Wasserspeiern. Über einem Becken befindet sich die Inschrift Zach. |
| Brunnen mit Knabenfiguren                                    |      | 8., Pfeilgasse 10-12 Standort                               | Steinbrunnen mit zwei Knabenfiguren                                                                                       | Mathias Hietz                                                                                         | 1954               | Am Vorplatz des 1954–1956 errichteten Gemeindebaus |
| Isisbrunnen                                                  |      | 8., Albertplatz Standort                                    | Brunnen, Postament und Statue aus Gusseisen                                                                               | Gräflich Salmsche Fabrik in Blansko                                                                   | 1833               | Auch bekannt als Gaberbrunnen. 1912 innerhalb des Albertplatzes versetzt. |
| Wachsamkeitsbrunnen                                          |      | 8., Schlesingerplatz Standort                               | Brunnen mit Steinpfeiler und Metallfigur                                                                                  | Johann Martin Fischer                                                                                 | 1779               | 1937 von Alser Straße / Skodagasse auf den heutigen Standort Schlesingerplatz versetzt. |
| Brunnen im Liechtensteinpark                                 |      | 9., Liechtensteinpark Standort                              | Steinbrunnen mit zwei Bleifiguren: eine Nymphe und ein Putto                                                              | Franz Anton Zauner                                                                                    | 1785               | Im Garten des Palais Liechtenstein |
| Hygieiabrunnen                                               |      | 9., Währinger Straße 25 Standort                            | Steinbrunnen mit Bleifigur der Hygieia                                                                                    | Johann Martin Fischer                                                                                 | 1787               | Vor dem Josephinum |
| Schubertbrunnen                                              |      | 9., Alserbachstraße / Liechtensteinstraße Standort          | Brunnen mit Marmorfigur                                                                                                   | Franz Matuschek, Theodor Stundl                                                                       | 1928               | |
| Wandbrunnen im Arne-Carlsson-Park                            |      | 9., Arne-Carlsson-Park Standort                             | Steinerner Wandbrunnen | Mario Petrucci                                                                                        |                    | Zwei Brunnenschalen mit Löwenkopf, jeweils getrennt an der Wand angebracht |
| Brunnen am Josef-Holaubek-Platz                              |      | 9., Josef-Holaubek-Platz Standort                           | Brunnen mit Bronzefiguren unter einem säulengestützten Granitblock                                                        | Adolf Frohner                                                                                         | 1989               | Vor dem Eingang zum Bundesamtsgebäude Josef-Holaubek-Platz |
| Zierbrunnen im Thuryhof                                      |      | 9., Marktgasse 3-7 Standort                                 | Steinerner Wandbrunnen | Oskar Thiede                                                                                          | 1926               | Steinerne Brunnenschale mit bronzenem Fischkopf als Wasserspeier und Bronzegeländer |
| Strudlhofstiegenbrunnen                                      |      | 9., Strudlhofstiege Standort                                | Halbrunder Steinbrunnen mit wasserspeiender Bronzemaske, darüber Rundbogennische mit Steinmosaik                          | Theodor Johann Jaeger                                                                                 | 1910               | Gemeinsam mit der Stiegenanlage erbaut. |
| Zierbrunnen im Universitätscampus                            |      | 9., Universitätscampus, Hof 1 Standort                      | Steinsäule mit Ziervase und halbkreisförmigem Becken, Inschrift MDCCCLXXV                                                 | | 1875               | Aus Anlass des Anschlusses an die I. Wiener Hochquellenwasserleitung erbaut. |
| 5 Zierbrunnen im Universitätscampus                          |      | 9., Universitätscampus Hof 1, 2, 7, 8 Standort              | Brunnenbecken aus Stein, Ziergitter aus Metall                                                                            | | 19. Jh.            | Fünf baugleiche Brunnen, links und rechts in Hof 1 sowie in Hof 2, 7 und 8. Wahrscheinlich anlässlich der Erweiterung im 19. Jahrhundert errichtet. |
| Brunnenskulptur am Zimmermannplatz                           |      | 9., Zimmermannplatz Standort                                | Steinbrunnen mit Bronzeaufsatz und Skulpturen                                                                             | Ines Lombardi                                                                                         | 2008               | Skulpturen eines Kübels und einer Krähe, die als Wasserspeier dient |
| Arthaberbrunnen                                              |      | 10., Arthaberpark Standort                                  | Brunnen mit Marmorbecken und Steinmonument mit Uhr                                                                        | Theodor Bach, Rudolf Schröer                                                                          | 1906               | Zur Erinnerung an den Industriellen und Kunstförderer Rudolf von Arthaber. Ein ihn darstellendes Portraitrelief befindet sich auf dem Steinmonument, darunter eine Inschrifttafel mit Widmung seiner Nachfahren, die den Brunnen gestiftet haben.                                                       |
| „Zierbrunnen“                                                |      | 10., Buchengasse 141 Standort                               | Brunnen mit Mosaikbelag                                                                                                   | Wander Bertoni                                                                                        | 1959               | Auf einer kleinen Grünfläche zwischen der Friedenskirche und dem Wohnhaus Buchengasse 141. Der Brunnen besteht aus drei übereinander angeordneten diskusförmigen Scheiben, die mit buten Mosaiksteinen verziert sind.                                                                                   |
| Brunnenbecken am Columbusplatz                               |      | 10., Columbusplatz Standort                                 | Brunnenbecken mit Fontänen                                                                                                | Ernst Huss                                                                                            | 2005               | „Wasserwand“, die im Zuge der Umgestaltung des Platzes entstanden ist |
| „Pinguin und Fische“                                         |      | 10., Gussriegelstraße 54 Standort                           | Brunnen mit Mosaikbelag                                                                                                   | Walter Leitner                                                                                        | 1962               | Brunnenplastik vor der Wohnhausanlage: in einem Kunststeinsockel, der mit Mosaiken stilisierter Fische ausgekleidet ist, steht als Brunnenfigur ein Bronze-Pinguin |
| „Papagenobrunnen“                                            |      | 10., Kurpark Oberlaa Standort                               | Brunnen mit Papageno-Figur                                                                                                | Hilde Heger                                                                                           | 1974               | Kopie eines Salzburger Brunnens, ein Geschenk der Stadt Salzburg anlässlich der Eröffnung des Kurparks. |
| Keramikbrunnen im Kurpark                                    |      | 10., Kurpark Oberlaa Standort                               | Brunnen mit Keramikplatten                                                                                                | Edith Richter                                                                                         | 1974               | An den Platten der Schalen sind Zeichnungen angebracht, der Mittelteil läuft in Form einer Knospe aus |
| „WirWasser“                                                  |      | 10., Gudrunstraße Standort                                  | Brunnen mit Figuren | Gelatin                                                                                               | 2023               | Zum 150. Jubiläum der I. Wiener Hochquellenwasserleitung |
| „Zwei Pferde“                                                |      | 10., Puchsbaumgasse 5–7 Standort                            | Brunnenschale mit Bronzeplastik                                                                                           | Walter Lackner                                                                                        | 1958               | Auf dem Gelände der Wohnhausanlage |
| „Zuflucht“                                                   |      | 10., Troststraße 68-70 Standort                             | Gemauerter Brunnen mit Steinfigur                                                                                         | Joseph Josephu                                                                                        |                    | Brunnenplastik im Hof des Pernerstorferhofes, Figur einer Mutter mit zwei Kindern |
| „Froschkönigbrunnen“                                         |      | 11., Simmeringer Platz Standort                             | Brunnen mit Metallskulptur                                                                                                | Gottfried Kumpf                                                                                       | 2000               | Errichtet anlässlich der Verlängerung der U-Bahn-Linie U3 nach Simmering und der damit verbundenen Neugestaltung des Simmeringer Platzes. |
| „Meerjungfrau“                                               |      | 11., Herderpark Standort                                    | Brunnen mit Steinfigur | Franz Sautner                                                                                         | 1931               | |
| „Nixchen“                                                    |      | 11., Josef-Scheu-Hof Standort                               | Brunnen mit Steinfigur | Anton Endstorfer                                                                                      | 1926               | Figur eines Mädchens, ein Seepferd haltend |
| Pelikanbrunnen                                               |      | 11., Widholzhof Standort                                    | Brunnen mit Metallskulpturen                                                                                              | Alfred Hofmann                                                                                        | 1926               | In dem an der Geiselbergstraße gelegenen Straßenhof des Gemeindebaus Widholzhof. |
| Springbrunnenanlage in der Dommesgasse                       |      | 11., Dommesgasse 1-7 Standort                               | Flaches Becken mit vier Mosaiksteinen                                                                                     | Josef Seebacher                                                                                       | 1961               | In der Wohnhausanlage Dommesgasse 1-7 |
| Zierbrunnen in der Siedlung Weißenböckstraße                 |      | 11., Siedlung Weißenböckstraße Standort                     | Steinerner Säulenbrunnen mit runder Schale                                                                                | Fritz Tiefenthaler                                                                                    | nach 1950          | Im marktplatzartigen Zentrum der Anlage |
| Stempelbrunnen                                               |      | 12., Bruno-Pittermann-Platz Standort                        | Granitbrunnen | Josef Trattner                                                                                        | 1988               | Scheibenförmiger Brunnen aus Granit auf Bodenniveau, aus dessen Mitte Wasser quillt. Im Zentrum des Bruno-Pittermann-Platzes, seitlich der U-Bahn-Station Längenfeldgasse gelegen. Umgangssprachlich auch Längenfeldbrunnen                                                                             |
| Zierbrunnen                                                  |      | 12., Hetzendorfer Straße 100-104 Standort                   | Farbig glasierter Steinzeugbrunnen                                                                                        | Heide Warlamis                                                                                        | ca. 1977           | Vor der kommunalen Wohnhausanlage |
| „Weltkugel“                                                  |      | 12., Fröhlich-Hof Standort                                  | Brunnen mit Steinskulptur                                                                                                 | Stanislaus Plihal                                                                                     | 1929               | Im Hof des Gemeindebaus Fröhlich-Hof. Darstellung von vier Putten, die Weltkugel tragend. |
| „Fuchsbrunnen“                                               |      | 12., Fuchsenfeldhof Standort                                | Halbrunde Brunnenschale, darüber an der Wand ein Fuchskopfrelief                                                          | | 1925               | Im Hof des Gemeindebaus an der dem Haupteingang gegenüberliegenden Wand |
| „Mutterglück“                                                |      | 12., Rauchgasse 15-17 Standort                              | Brunnen mit Steinskulptur                                                                                                 | Michael Drobil                                                                                        | 1951               | Darstellung einer Mutter, die ein Kind im Arm hält, bei einem Gemeindebau |
| Vogeltrinkbrunnen                                            |      | 13., Hanselmayergasse 9-15 Standort                         | Natursteinbrunnen mit Mosaiken                                                                                            | Andreas Urteil                                                                                        | 1962               | In der Wohnhausanlage |
| Maskenbrunnen                                                |      | 13., Hermesvilla Standort                                   | Nische mit Maske als Wasserspeier                                                                                         | Rudolf Weyr                                                                                           | 1886               | Auch „Neptunbrunnen“ genannt |
| Artemisbrunnen                                               |      | 13., Hermesvilla Standort                                   | Wasserbecken mit Figurengruppe                                                                                            | Viktor Tilgner                                                                                        | 1886               | Die mittlere Figur wird als Waldnymphe oder Göttin Artemis/Diana interpretiert |
| „Putto mit Krokodil“                                         |      | 13., Hermesvilla Standort                                   | Wasserbecken mit Figurengruppe                                                                                            | Viktor Tilgner                                                                                        | 1886               | |
| Genovevabrunnen                                              |      | 13., Hermesvilla Standort                                   | Brunnen in einem Pavillon mit halbrundem Becken und einer Frauenmaske als Wasserspeier                                    | | 1886               | |
| Rolandbrunnen                                                |      | 13., Krankenhaus Hietzing Standort                          | Zweistufiges Steinbrunnenbecken mit Rolandsfigur                                                                          | Josef Heu                                                                                             |                    | Die Rolandfigur trägt angeblich die Züge von Karl Lueger. |
| 2 Ehrenhofbrunnen vor Schloss Schönbrunn                     |      | 13., Schloss Schönbrunn Standort                            | Steinbrunnen mit Statuen                                                                                                  | Johann Baptist Hagenauer, Franz Anton von Zauner                                                      | 1776               | Östlicher Brunnen: zwei männliche Figuren mit Muschelschale, darunter weibliche Figuren und Putti (Allegorien für Galizien, Lodomerien und Siebenbürgen). Westlicher Brunnen: Zwei männliche und eine weibliche Figur (Allegorien für Donau, Inn und Enns).                                             |
| 3 Brunnen im Orangerie-Parterre (mit dem Colin-Brunnen)      |      | 13., Schönbrunner Schlosspark Standort                      | Drei Steinbrunnen bei der Orangerie, der in der Mitte mit Löwenskulpturen                                                 | |                    | Der mittlere Brunnen ist eine Rekonstruktion des um 1580 von Alexander Colin für das Schloss Neugebäude geschaffenen Brunnens |
| Engelbrunnen im Schlosspark Schönbrunn                       |      | 13., Schönbrunner Schlosspark Standort                      | Brunnen mit Unterbau aus Felsgestein, darauf Putti und ein wasserspeiender Fisch                                          | | 1775               | Das Becken stammt möglicherweise von Schloss Neugebäude |
| Fischbassin im Schlosspark Schönbrunn                        |      | 13., Schönbrunner Schlosspark Standort                      | Runder Steinbrunnen mit Figurengruppe (zwei Putti mit Fisch) und Maske als Wasserspeier                                   | | 1780               | |
| Östlicher Najadenbrunnen (Rundbassin)                        |      | 13., Schönbrunner Schlosspark Standort                      | Rundes Brunnenbecken mit Figurengruppe (Najade, Schwan, Putto)                                                            | Johann Christian Wilhelm Beyer                                                                        | 1780               | Die Figuren waren ursprünglich als Teil des Neptunbrunnen vorgesehen |
| Westlicher Najadenbrunnen (Sternbassin)                      |      | 13., Schönbrunner Schlosspark Standort                      | Gegliedertes Brunnenbecken mit Figurengruppe (Najade, Seetier, Putto)                                                     | Johann Christian Wilhelm Beyer                                                                        | 1780               | Die Figuren waren ursprünglich als Teil des Neptunbrunnen vorgesehen |
| Neptunbrunnen                                                |      | 13., Schönbrunner Schlosspark Standort                      | Monumentaler Brunnen mit Figuren aus Sterzinger Marmor, umlaufende Wände Kaiserstein.                                     | Johann Christian Wilhelm Beyer, Johann Ferdinand Hetzendorf von Hohenberg                             | 1780               | |
| Obeliskbrunnen                                               |      | 13., Schönbrunner Schlosspark Standort                      | Steinbrunnen mit Grottenberg, Obelisken und Figurengruppen                                                                | Benedikt Henrici, Johann Ferdinand Hetzendorf von Hohenberg                                           | 1777               | Liegt am östlichen Rand des Schönbrunner Schlossparks. Der mächtige Obelisk wird von vier goldenen Schildkröten getragen und ist von einem goldenen Adler bekrönt. |
| Schöner Brunnen                                              |      | 13., Schönbrunner Schlosspark Standort                      | Brunnenhaus mit Marmorfigur                                                                                               | Johann Christian Wilhelm Beyer, Isidore Canevale                                                      | 1780               | Der Schöne Brunnen war namensgebend für das Schloss Schönbrunn. Das Brunnenhaus ersetzte 1771 das Vorgängerbauwerk, die Figur der Quellnymphe Egeria wurde 1780 geschaffen. |
| 2 Zierbrunnen im Palmenhaus-Parterre                         |      | 13., Schönbrunner Schlosspark Standort                      | Zwei Steinbrunnen mit vierpassförmiger Becken und mittigen Schalen                                                        | | 1882               | Die Brunnen entstanden mit dem Bau des Palmenhauses durch die Umgestaltung des ehemaligen Holländischen Gartens |
| „Springbrunnen“                                              |      | 13., Steckhovengasse 20 Standort                            | Betonbrunnen mit Mosaiken (Smalten)                                                                                       | Josef Seebacher                                                                                       | 1958               | In der Wohnhausanlage Leopold-Mayrhofer-Hof |
| Brunnen im Ferdinand-Blat-Hof                                |      | 14., Ferdinand-Blat-Hof Standort                            | Zwei Betonbrunnen links und rechts einer Stiege                                                                           | Wilhelm Frass                                                                                         | 1925               | Mit jeweils fünf Keramikgesichtern, eines davon als Wasserspeier |
| Jungbrunnen                                                  |      | 14., Hadikpark Standort                                     | Steinbrunnen mit Felsensockel und Marmorfigur                                                                             | Rudolf Panholzer                                                                                      | 1913               | Neben der Schönbrunner Schlossbrücke. Zwischen dem Brunnen und dem Brückengeländer dient ein Gitter und eine Feldahornhecke als optische Trennung. |
| Ursprung-Brunnen                                             |      | 14., Hauptstraße (Hadersdorf) Standort                      | Vier überkuppelte toskanische Säulen auf quadratischer Grundfläche, darin eine Madonna im Prunkgewand und ein Ziehbrunnen | Domenico Carlone                                                                                      | 17. Jh.            | Gleichzeitig mit der Wallfahrtskirche Mariä Heimsuchung errichtet. |
| Löwenbrunnen beim Otto-Wagner-Spital                         |      | 14., Otto-Wagner-Spital Standort                            | Trapezförmiges Wasserbecken mit zwei flankierenden Steinlöwen                                                             | | 1907               | Gemeinsam mit dem Spital errichtet. |
| Wasserwelt – Denkzeichen                                     |      | 15., Kardinal-Rauscher-Platz 3 Standort                     | Brunnen mit Granitstelen                                                                                                  | Osamu Nakajima                                                                                        | 1995               | Vor der Rudolfsheimer Pfarrkirche. Der Hauptstrahl des Brunnens ergießt sich in einen künstlich angelegten Teich. |
| Wasserwelt – Lebensbaum                                      |      | 15., Kardinal-Rauscher-Platz 7 Standort                     | Brunnen mit Metallskulptur                                                                                                | Hans Muhr                                                                                             | 1996               | In die bunte, einen stilisierten Baum darstellende Skulptur ist eine Photovoltaikanlage integriert. |
| Zierbrunnen im Forstnerhof                                   |      | 15., Alliogasse 27-33 Standort                              | Steinsäule in steinerner Brunnenschale                                                                                    | Anton Endstorfer                                                                                      | 1925               | |
| Brunnen am Burjanplatz                                       |      | 15., Burjanplatz Standort                                   | Granitschale mit vier Säulen                                                                                              | Dimitris Manikas                                                                                      | 1984               | Am Vorplatz der Christkönigskirche |
| „Jüngling mit dem Hammer“                                    |      | 15., Hütteldorfer Straße 7-17 Standort                      | Brunnen mit Bronzefigur                                                                                                   | Otto Hofner                                                                                           | 1927               | Der Brunnen steht im Innenhof der Berufsschule Hütteldorfer Straße |
| „Knabe mit Vögeln“, auch „Frühlingsbrunnen“                  |      | 15., Hütteldorfer Straße 16-22 Standort                     | Brunnen mit Bronzefigur                                                                                                   | Anton Endstorfer                                                                                      | 1912               | Die Figur des Knaben mit Vögeln wurde bereits 1912 geschaffen. Sie steht im Innenhof des 1932 eröffneten Ebert-Hofes |
| „Liegender Jüngling“                                         |      | 15., Oeverseestraße 13-19 Standort                          | Steinplastik mit Brunnenbecken                                                                                            | Arthur Hecke                                                                                          | 1956               | In der Wohnhausanlage Heinrich-Hajek-Hof |
| Brunnen in der Schwendergasse                                |      | 15., Schwendergasse 39-41 Standort                          | Brunnenplastik aus Kunststein                                                                                             | Heinz Leinfellner, Fritz Tiefenthaler                                                                 | 1976               | Vor dem Haus der Begegnung |
| „Putto mit Fisch“                                            |      | 15., Wohnhausanlage Schmelz, Possingergasse 25-37 Standort  | Brunnen mit Bronzefigur eines auf einem Sternfisch reitenden Puttos                                                       | Adam Pohl                                                                                             | 1924               | Im sogenannten „Planschbeckenbau“ der Siedlungs- und Wohnhausanlage Schmelz |
| Pokalbrunnen im Vogelweidhof                                 |      | 15., Wurzbachgasse 2-8 Standort                             | Ein pokalförmiger Brunnen, der mit Keramik ausgekleidet ist.                                                              | Robert Obsieger                                                                                       | 1927               | Im mittleren Hof des Vogelweidhofes |
| Zwei Nischenbrunnen im Vogelweidhof                          |      | 15., Wurzbachgasse 2-8 Standort                             | Zwei Brunnen mit Aufsatz, in der Nische befinden sich Puttenfiguren, der linke hält einen Fisch, der rechte eine Amphore  | Robert Obsieger                                                                                       | 1927               | Im linken und rechten Hof des Vogelweidhofes |
| „Entenbrunnen“                                               |      | 16., Arltgasse 10-14 Standort                               | Zwei mosaizierte Brunnenbecken mit freistehenden Entenfiguren                                                             | Margarete Bistron-Lausch                                                                              | 1957               | Im Hof der Wohnhausanlage |
| Zierbrunnen mit Relief                                       |      | 16., Brüßlgasse 34 Standort                                 | Nischenbrunnen mit dem Relief eines auf einer Schildkröte reitenden Knaben                                                | Anton Endstorfer                                                                                      | ca. 1928           | Im Hof der Wohnhausanlage |
| Loiblbrunnen                                                 |      | 16., Loiblstraße Standort                                   | Brunnen mit zwei übereinanderliegenden Becken, die mit blauem Mosaik ausgekleidet sind.                                   | Rudolf Friedl                                                                                         | 1965               | Ersetzt einen 1881 erbauten älteren Brunnen |
| Matteotti-Brunnen                                            |      | 16., Matteottiplatz 4 Standort                              | Steinerner Wandbrunnen mit halbrunder Schale                                                                              | | 1928               | Innerhalb des Sandleitenhofes und mit diesem zusammen 1928 erbaut. |
| Putto mit Büchern                                            |      | 16., Rosa-Luxemburg-Gasse 4 Standort                        | Steinerner Brunnen mit der Bronzefigur eines büchertragenden Puttos                                                       | | 1928               | Vor der Bücherei des Sandleitenhofes und mit diesem zusammen 1928 erbaut. |
| Alszauberbrunnen                                             |      | 17., Elterleinplatz Standort                                | Brunnen mit Bronzesitzfiguren                                                                                             | Carl Philipp                                                                                          | 1932               | Die Figuren des Schrammel-Quartetts wurden 1943 eingeschmolzen und 1981 von Heribert Rath neu gegossen. |
| Brunnen in der Freiheitssiedlung                             |      | 17., Rosenackerstraße 19-21 Standort                        | Betonbrunnen mit drei Keramiksäulen                                                                                       | Wander Bertoni                                                                                        | 1953               | In der Mitte der städtischen Wohnhaussiedlung |
| Brunnen im Rudolf-Sigmund-Hof                                |      | 18., Gersthofer Straße 75-77 Standort                       | Steinbrunnen mit Skulptur einer Rehmutter mit ihrem Kitz                                                                  | Rudolf Schmidt                                                                                        | 1931               | In einem Hof der Wohnhausanlage |
| Brunnen im Lindenhof                                         |      | 18., Kreuzgasse 78-80 Standort                              | Putto mit Fisch auf Betonsäule mit Fischköpfen als Wasserspeier                                                           | Fritz Zerritsch der Ältere                                                                            | 1925               | In einem Hof der Wohnhausanlage |
| Brunnen im Pfannstielhof                                     |      | 18., Kreuzgasse 87-89 Standort                              | Steinbrunnen aus kubischen Blöcken                                                                                        | Erich Franz Leischner                                                                                 | 1925               | In einem Hof der Wohnhausanlage |
| Brunnen bei der Pötzleinsdorfer Pfarrkirche                  |      | 18., Pötzleinsdorfer Straße Standort                        | Wandbrunnen mit Maske, die Wasser in ein halbrundes Becken speit                                                          | | 18. Jh.            | An einer Mauer neben der Ägydiuskirche Pötzleinsdorf |
| Brunnen am Richard-Kralik-Platz                              |      | 18., Richard-Kralik-Platz Standort                          | Brunnen aus Naturstein, um ein Becken Skulpturen von zwei Kindern und gegenüber davon einer Schildkröte als Wasserspeier  | Robert Ullmann                                                                                        | 1954               | In der Mitte des Richard-Kralik-Platzes, der das Zentrum des Währing-Döblinger Cottageviertels bildet |
| Vincenz-Prießnitz-Brunnen                                    |      | 18., Türkenschanzpark Standort                              | Steinbecken mit Felsaufsatz, der von einer weiblichen Aktfigur aus Bronze bekrönt wird                                    | Rudolf Schmidt, Karl Schwerdtner, Anton Weber                                                         | 1911               | Zum Gedenken an Vincenz Prießnitz errichtet. Die Statue wurde im Krieg eingeschmolzen und 1945 erneuert. |
| Yunus-Emre-Brunnen                                           |      | 18., Türkenschanzpark Standort                              | Brunnen im türkisch-osmanischen Stil                                                                                      | Laydin Yüksel                                                                                         | 1991               | Der Brunnen wurde 1991 von der Türkei als Zeichen der Freundschaft mit Wien gestiftet und soll an den türkischen Volksdichter Yunus Emre erinnern. |
| Brunnen am Kutschkermarkt                                    |      | 18., Währinger Straße 93 Standort                           | Steinbrunnen mit Bronzebelag                                                                                              | |                    | Im Marktgelände |
| Brunnen im Vilma-Degischer-Park                              |      | 18., Vilma-Degischer-Park Standort                          | Steinbrunnen mit zwei sitzenden Figuren                                                                                   | |                    | In der Mitte des Parks |
| „Reiterbrunnen“                                              |      | 19., Döblinger Hauptstraße 1 Standort                       | Kupferschale mit drei Steinreliefs                                                                                        | Franz Fischer                                                                                         | 1963               | Am Vorplatz des Arthur-Schnitzler-Hofes |
| „Kubischer Brunnen“                                          |      | 19., Görgengasse 9-11 Standort                              | Brunnen aus Kunststein | Josef Schagerl junior                                                                                 | 1963               | Am Vorplatz der Wohnhausanlage |
| Brunnen im Julius-Deutsch-Hof                                |      | 19., Grinzinger Allee 54 Standort                           | Steinbrunnen mit mosaizierter Schale, der von sechs Affenfiguren und einer Schildkrötenfigur flankiert wird.              | Hubert Wilfan                                                                                         | 1953               | Auf dem Gelände des Julius-Deutsch-Hofes |
| Brunnen im Kopenhagen-Hof                                    |      | 19., Hardtgasse 16-30 Standort                              | Natursteinbrunnen mit Mosaiken                                                                                            | Alfred Hrdlicka                                                                                       | 1959               | Auf dem Gelände des Kopenhagen-Hofes |
| Zierbrunnen auf dem Kahlenberg                               |      | 19., Kahlenberg Standort                                    | Geschwungenes Steinbecken mit Ziergitter darüber                                                                          | | 1686               | Der Brunnen wurde nach der Entdeckung der Quelle durch die Kamaldulenser-Eremiten erbaut. |
| Brunnen auf dem Leopoldsberg                                 |      | 19., Leopoldsberg Standort                                  | Brunnenbassin an einer Mauer                                                                                              | | 1936               | Auf dem Bassin befindet sich das Fresko „Markgraf Leopold und seine Gemahlin Agnes bei der Übergabe der Kirche“. |
| „Ruhendes Paar“                                              |      | 20., Adalbert-Stifter-Straße 23-31 Standort                 | Zwei steinerne menschliche Figuren in einem Brunnenbassin                                                                 | Hannes Haslecker                                                                                      | 1957               | Am Bauwich der 1955–1957 errichteten Wohnhausanlage |
| „Knieende Frau“                                              |      | 20., Engerthstraße 60-74 Standort                           | Steinbrunnen mit Frauenfigur                                                                                              | Georg Zauner                                                                                          | 1958               | Im Hof des 1954–1957 errichteten Otto-Gratzl-Hofes |
| „Wiener Wasserwellen“                                        |      | 21., Franz-Jonas-Platz Standort                             | Brunnen mit Steinskulptur                                                                                                 | Hans Muhr                                                                                             | 2005               | Anlässlich der hundertjährigen Zugehörigkeit Floridsdorfs zu Wien errichtet |
| „Nasser Stein“                                               |      | 22., SMZ Ost Standort                                       | Brunnen mit Steinskulptur                                                                                                 | Entwurf: Wilhelm Holzbauer                                                                            | 1974               | Ursprünglich auf der 1974 zur Fußgängerzone umgestalteten Kärntner Straße aufgestellt, dort 1991 durch den Goldflussbrunnen ersetzt und an den heutigen Standort verlegt. |
| „Hommage an Anna Freud“                                      |      | 22., Donaupark Standort                                     | Brunnen mit Mosaiken | Edith Richter                                                                                         |                    | Anna Freud gewidmet |
| Brunnen am Alfred-Kubin-Platz                                |      | 22., Alfred-Kubin-Platz Standort                            | Brunnenskulptur aus Lindabrunner Konglomerat                                                                              | Mathias Hietz                                                                                         | 1978               | Im zentralen Innenhof des Josef-Bohmann-Hofes. |
| Wagramer Brunnen                                             |      | 22., Larwingasse Standort                                   | Bronzefiguren auf Bruchsteinsockel: Zwei Putti mit Gänsen und zwei freistehende Gänsefiguren                              | Mario Petrucci                                                                                        | 1951               | In der Freihofsiedlung, soll an die einst berühmte Kagraner Geflügelzucht erinnern |
| „Vegetative Skulptur“                                        |      | 22., Trabrenngründe Standort                                | Brunnen mit Skulptur | Hans Muhr                                                                                             | 1978               | Im zentralen Innenhof des Gemeindebaus Trabrenngründe. |
| Wagramer Brunnen                                             |      | 22., Wagramer Straße 95 Standort                            | Eiförmige Bronzeplastik in Kunststeinbrunnenschale                                                                        | Wander Bertoni                                                                                        | 1969               | Vor der Wohnhausanlage, ursprünglich als Teil einer größeren Anlage geplant |
| Dr.-Helmut-Zilk-Brunnen                                      |      | 23., Breitenfurter Straße 372 Standort                      | Marmorbrunnen in Pflastersteinbecken                                                                                      | Anna Prankl                                                                                           | 2011               | Nach Helmut Zilk benannt |
| Magna-Mater-Brunnen                                          |      | 23., Maurer Rathauspark Standort                            | Brunnen mit Skulptur: Mutter mit Kindern aus Laaser Marmor, wasserspeiende Schlangen aus Bronze                           | Anton Hanak                                                                                           | 1925               | Bildhauerische Darstellung der Mutterliebe. |

1) Bei unklarer Benennung ist der Name unter Anführungszeichen gesetzt.

2) Das laut Quellen angegebene Jahr der Errichtung bzw. Enthüllung.

### Nicht mehr vorhandene Brunnen
| Name                              | Bild | Bezirk und Standort           | Art                                                             | Künstler                                     | Errichtung | Weitere Informationen |
| --------------------------------- | ---- | ----------------------------- | --------------------------------------------------------------- | -------------------------------------------- | ---------- | --- |
| Goldflussbrunnen                  |      | 1., Kärntner Straße Standort  | Brunnen mit Serpentin-Skulptur, Edelstahl und Goldbronzeauflage | Hans Muhr                                    | 1991       | Skulptur aus „Tauern Grün“ Serpentin vom Großvenediger. Ersetzte den Brunnen Nasser Stein, der sich von 1974 bis 1991 an dieser Stelle befand und heute vor dem SMZ Ost im 22. Bezirk aufgestellt ist. Im Zuge der Umgestaltung der Fußgängerzone Kärntner Straße im Jahr 2009 wurde der Goldflussbrunnen entfernt. Später wurde er als Geschenk der Stadt Wien im Skulpturenpark Arts Trail in Singapur aufgestellt. |
| Wasserwelt – Spielbrunnen         |      | 15., Meiselstraße 3 Standort  | Stein- und Betonbrunnen                                         | Architekten: Rudolf Guttmann, Rupert Falkner | 1995       | Brunnen mit stilisierten „Staustufen“, der Fluss des Wassers kann über Klappen beeinflusst werden. Mit der Umgestaltung der Wasserwelt 2017 weggefallen. |
| Wasserwelt – Wasserbecken A und B |      | 15., Meiselstraße 11 Standort | Brunnen mit Stahlskulpturen                                     | Waltrud Viehböck                             | 1995       | Zwei separate Brunnenbecken, eines davon mit angrenzendem Pavillon. In und neben den Becken sind die Stahlskulpturen Neun Doppel-Ellipsen installiert. Mit der Umgestaltung der Wasserwelt 2017 weggefallen. |
| Wasserwelt – Wasserlichtbogen     |      | 15., Meiselstraße 2 Standort  | Brunnen mit Metallelementen                                     | Architekten: Rudolf Guttmann, Rupert Falkner | 1995       | Mit der Umgestaltung der Wasserwelt 2017 weggefallen. |